# Neisseria shayeganii
Neisseria shayeganii – gatunek Gram-ujemnej bakterii, opisany po raz pierwszy w ludzkiej plwocinie oraz ranie ramienia w 2011 roku. Bakteria ta tworzy pałeczki o szerokości 1–1,5 mikrometra i długości 2,5–5,5 mikrometra. Jej kolonie rosną w przedziale 10–42°C. Bakteria ta wytwarza katalazę oraz zdolna jest do redukcji azotanów do azotynów. Nie fermentuje glukozy, maltozy, fruktozy, sacharozy, ksylozy ani innych węglowodanów. Analizy filogenetyczne dowiodły, że N. shayeganii należy do kladu, który zawiera także Neisseria dentiae, N. bacilliformis oraz N. canis. Obecność N. shayeganii została również wykryta w płytce nazębnej psów, oraz dowiedzione zostało, że w psich chorobach przyzębia, bakteria ta zdolna jest do tworzenia biofilmów. 